# Riacho Emas
O Riacho Emas é um riacho (um pequeno rio) brasileiro que banha o estado da Paraíba.